# عوز المنغنيز في النبات

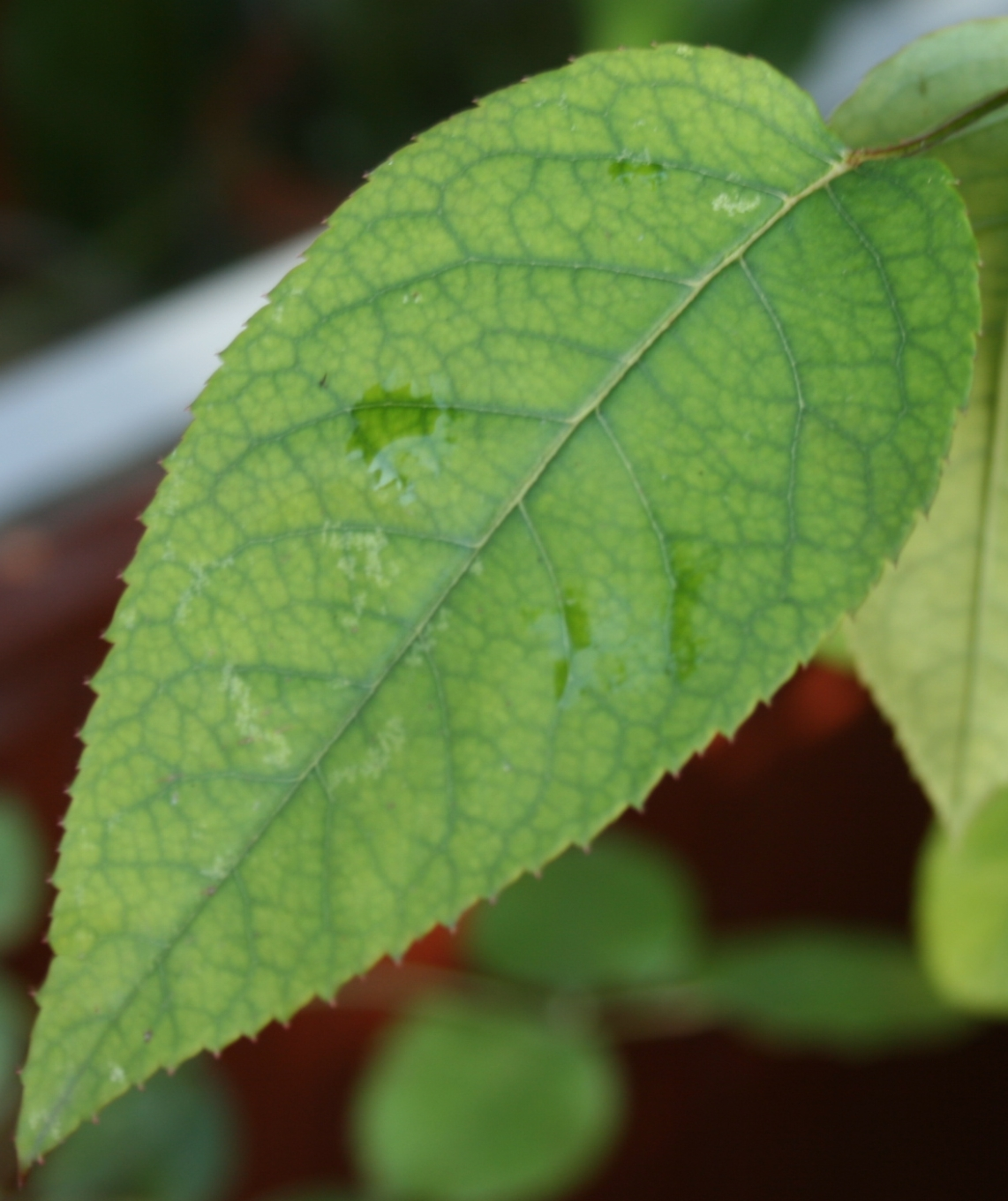
نقص المنغنيز كما يبدو على ورقة

نقص المنغنيز (بالإنجليزية: Manganese deficiency)‏ هو اضطراب يصيب النبات إذا انخفضت نسبة المنغنيز عن حد معين في أنسجة النبات. تظهر أعراض نقص المنغنيز على الأوراق الغضة أولاً ثم تظهر على الأوراق الكبيرة في حالة استمرار وتفاقم النقص. تظهر أعراض هذا النقص في الترب ذات الصرف المحدود وفي الترب ذات النسب العالية من المادة العضوية.